# Meadowlakes
Meadowlakes – miasto w Stanach Zjednoczonych, w stanie Teksas, w hrabstwie Burnet.